# Mġarr ix-Xini
Koordináták: é. sz. 36° 01′ 13″, k. h. 14° 16′ 18″36.020400°N 14.271583°E

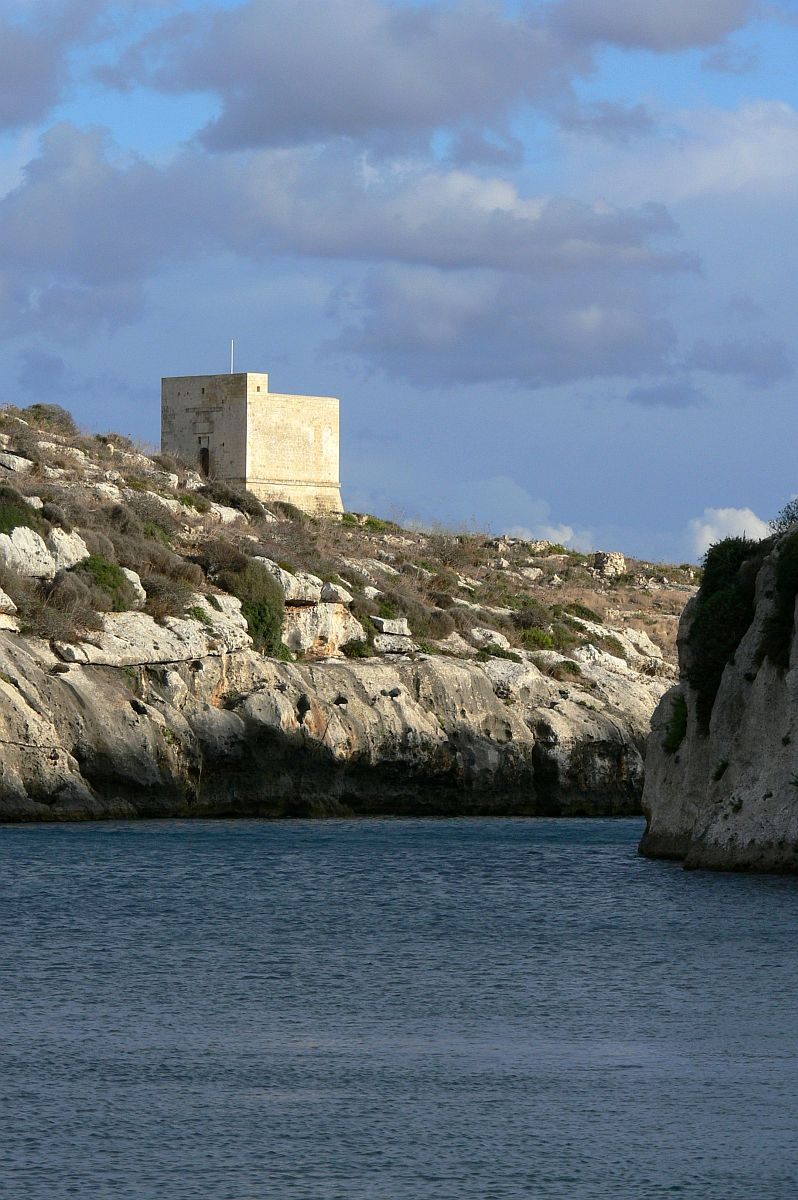
A torony látképe az öböl mélyéről

Mġarr ix-Xini (IPA: [ɪmˈʤɐrː ɪʃːɪnɪː]) egy szűk völgy és öböl a máltai Għawdex (Gozo) szigetének déli partján Xewkija és Ta' Sannat helyi tanácsainak területén. Az öböl környéke az egyedülálló természeti környezet miatt védelem alatt áll. Egy része a Hotel Ta' Ċenċ magánstrandja, itt található a búvárok egyik legkedveltebb merülőhelye a szigeten.

## Elhelyezkedése
Gozo sziget déli partját meredek sziklák (Ta' Ċenċ Cliffs) alkotják, ezekbe vágott mély völgyet (Wied ta' Mġarr ix-Xini vagy Wied Ħanżira) a szigeteket átszelő geológiai törésvonalak egyike. Az öböl mintegy 500 méter mélyen nyúlik a szárazföldbe északi irányban, oldalai szintén meredek sziklafalak az öböl vége azonban apró kavicsos strand. A völgy itt északnyugat-délkeleti irányú lesz, és további 2,5 kilométer hosszan emelkedik Ta' Sannat községig.

## Története
A környék mindmáig lakatlan, ám mezőgazdasági és ipari hasznosítása már az ókor óta bizonyítható: szőlőtermelés és borkészítés emlékei már régóta ismertek a területről, egy föníciai és római kőfejtő ásatása jelenleg is folyamatban van. A középkorban kedvelt kikötőhely volt, a szigetet megtámadó kalózok és a Jeruzsálemi Szent János Lovagrend hajói is itt kötöttek ki. 1658-ban Martín de Redín nagymester őrtornyot építtetett az öböl bejáratánál, hogy a kalózok partraszállását megakadályozza. Brichelot és Bremond térképén (1718) is szerepel Migiar Scini néven. Mġarr kikötőjének kiépülésével elvesztette hajózási jelentőségét, azóta csak kirándulók veszik célba. 2004-ben a területen osztozó két helyi tanács regionális parkot hozott létre, ennek kiépítése azonban gyerekcipőben jár.

## Nevezetességei
- A lovagkori őrtorony: Martín de Redín nagymester építtette az öböl védelmére 1658-ban
- A környék kedvelt sétáló- és kirándulóhely
- Az öböl környéke kedvelt búvárterület, ám csak a Ta' Ċenċ Hotelen keresztül megközelíthető, magánterület. Legnagyobb vonzereje a számos halfaj (fűrészes sügér, morgóhal, négyszemű hal, csikóhalak) illetve egy kis barlang, amelynek belsejében is felszínre lehet jönni. Legnagyobb mélysége 14 méter.[3] A közelben süllyesztették el a Xlendi kompot is, amely egykor a szigetek közti forgalmat bonyolította, és megfelelő felkészültséggel megközelíthető.[4]
- Ġebel Fessej (Fessej szikla): az öböl szájától keletre a parttól nem messze álló 15 méter magas függőleges sziklaoszlop, szintén kedvelt merülőhely